# ジープ・パトリオット
パトリオット（Patriot）は、ジープブランドで販売されていたクライスラーのスポーツ・ユーティリティ・ビークル（SUV）である。北米では「ペイトリオット」と発音する。

## 概要
2006年4月にニューヨーク国際オートショーで発表され、2007年上旬に発売された。ジープ・リバティ（日本名ジープ・チェロキー）の1クラス下のモデルとして販売された。なお、同クラスにはデザイン違いともいえるジープ・コンパスも存在する。
プラットフォームには、コンパスやダッジ・キャリバーと共通のクライスラー・MKプラットフォームが採用された。ただし、コンパスとは異なり、このモデルは本格的な悪路（オフロード）走行をも視野に入れたSUVである。
エンジンは、GEMAによって設計された2.4Lと2.0Lの直列4気筒ガソリンエンジンを搭載し、豪州および欧州向けの輸出車両にはフォルクスワーゲン製の直4 2.0Lディーゼルエンジンも搭載される。
駆動方式は、前輪駆動のほか、「フリーダム・ドライブI」と、「フリーダム・ドライブII」の2種類の4WDシステムが用意される。
生産はコンパスと共にイリノイ州のベルビデーレで行われる。
また、ロシアにおいては、同国の自動車メーカーのUAZが同名のSUV、UAZ・パトリオットを販売しているので、ジープ・リバティとして販売されている。なお、この名前はジープ・チェロキー（KJ、KK）の北米名と同じである。
2010年2月1日、米国車初となる日本のエコカー補助金対象車となる2010年モデルを発表した。
2013年、日本においてフロントが「歩行者頭部保護法」の基準を満たしていないことから販売終了となる。今後はこの基準を満たしたコンパスに編入されることになる。本国アメリカでは2017年まで販売されていた。